# Акимов, Вячеслав Анатольевич
Вячесла́в Анато́льевич Аки́мов (род. 27 апреля 1990, Чебоксары, ЧАССР, СССР) — российский биатлонист. Мастер спорта, серебряный призёр чемпионата Европы 2011 года в мужской эстафете. Ранее входил в команду «B» сборной России. Чемпион мира 2017 года в эстафете, участник Кубка IBU в сезоне 2016-2017. Чемпион Европы 2017 года в смешанной эстафете.
20 мая 2018 года  объявил о завершении карьеры. А 24 мая на пресс конференции объявил об уходе из спорта.

## Спортивная карьера
Двукратный чемпион Европы среди юниоров (2011). На том же чемпионате Европы принял участие в эстафете среди взрослых (U26) в составе российской команды и стал серебряным призёром.
В личных гонках на уровне взрослых выступал только на внутрироссийских соревнованиях. В 2013 году на чемпионате России стал 4-м в марафоне, 17-м в спринте и 19-м в гонке преследования, в том же сезоне выиграл бронзу в спринте на чемпионате Приволжского ФО.

### Юниорские и молодёжные достижения
| Год  | Место проведения | Возраст | Инд | Спр | Пр | Эст |
| 2010 | ЧМ Турсбю        | U21     | —   | 19  | 17 | —   |
| 2010 | ЧЕ Отепя         | U21     | 42  | —   | —  | —   |
| 2011 | ЧМ Нове-Место    | U21     | 12  | 11  | 6  | —   |
| 2011 | ЧЕ Валь-Риданна  | U21     | 4   | 1   | 1  | 2   |

### Карьера в Кубке IBU
- На этапах Кубка IBU не выступал.

### Карьера в Кубке мира
- На этапах Кубка мира не выступал.

## Личная жизнь
11 июня 2015 года женился на биатлонистке Татьяне Семёновой.